# Lago Sfundau
Lago Sfundau är en sjö i Schweiz. Den ligger i den sydöstra delen av landet, 100 km sydost om huvudstaden Bern. Lago Sfundau ligger 2 359 meter över havet. Arean är 0,10 kvadratkilometer.
Trakten runt Lago Sfundau består i huvudsak av gräsmarker. Runt Lago Sfundau är det mycket glesbefolkat, med 3 invånare per kvadratkilometer.